# The Atacama Experience
The Atacama Experience è un album in studio del musicista francese Jean-Luc Ponty, pubblicato nel 2007.

## Tracce
1. Intro – 0:15
2. Parisian Thoroughfare – 4:39
3. Premonition – 3:43
4. Point of No Return – 6:45
5. Back in the 60's – 4:03
6. Without Regrets – 4:29
7. Celtic Steps – 5:52
8. Desert Crossing – 3:03
9. Last Memories of Her – 5:21
10. The Atacama Experience – 2:01
11. On My Way to Bombay – 4:32
12. Still in Love – 5:07
13. Euphoria – 4:49
14. To and Fro – 4:21